# Cratere Orczy
Orczy  è un cratere sulla superficie di Venere. Deve il proprio nome ad Emma Orczy, scrittrice e commediografa ungherese naturalizzata britannica.